# Algar dos Terreiros
O Algar dos Terreiros  é uma gruta portuguesa localizada na freguesia das Lajes do Pico e concelho das Lajes do Pico,   ilha do Pico, arquipélago dos Açores.
Esta cavidade apresenta uma geomorfologia de origem vulcânica em forma de tubo de lava em campo de lava. Apresenta um comprimento de 30 m.